# Gorkhmaz Sudjaddinov
 (octobre 2024).
Gorkhmaz Sudjaddinov (Askerbeyli) (en azéri: Qorxmaz Məmməd Tağı oğlu Sücəddinov (Əsgərbəyli) ; né le 16 avril 1932 à Gandja et mort le 22 avril 2010 à Bakou) est un sculpteur azerbaïdjanais, soviétique, artiste émérite de la RSS d'Azerbaïdjan (1982).

## Biographie
Gorkhmaz Mammad Taghi oghly Sudjaddinov est né le 16 avril 1932 dans la famille de Mammad Tagi Askerbeyli, professeur au Département des sciences du sol de l'Institut agricole de Gandja, RSS d'Azerbaïdjan. En 1937, le père de Gorkhmaz est réprimé en raison d’une fausse dénonciation et meurt ensuite dans un camp de la République socialiste soviétique autonome de Komi. Il est réhabilité à titre posthume après la mort de Staline lors du dégel de Khrouchtchev.
La grand-mère, craignant que le fils de l'ennemi du peuple ne reste à jamais un paria, change le nom de son petit-fils pour le sien, Sudjaddinov, et le transfère à Bakou. Il étudie à l'Collège d'art d'État d'Azerbaïdjan Azim Azimzade. Après avoir obtenu son diplôme universitaire, Gorkhmaz entre à l'Institut des arts appliqués et décoratifs de Lviv.Ensuite il est transféré à l'Académie des arts de Tbilissi, et Konstantin Mikhailovich Merabishvili devient son mentor.

## Les sculptures
La première œuvre professionnelle de Gorkhmaz Sudjaddinov, la fontaine décorative Bahram Gur, est aujourd'hui l'un des symboles de la ville de Bakou, ainsi que l’une des dernières est une pierre tombale et une plaque commémorative dédiée à l’artiste du peuple d’Azerbaïdjan, la célèbre Gaynana (belle-mère ) Nasiba Zeynalova. Entre eux se trouve toute une galerie d'œuvres monumentales et de chevalet, dont la composition Khamsa au mausolée de Nizami Gandjavi basée sur les œuvres du grand poète, les monuments Vidadi et Vagif , le portrait bas-relief de Samed Vurgun sur la façade du Théâtre dramatique russe de Bakou, la composition décorative Absheron à Zughulba.
Au cours de sa vie, Gorkhmaz Sujaddinov participe à de nombreuses expositions; certaines de ses œuvres sont conservées dans des musées et des collections privées du pays et à l'étranger, notamment des œuvres en bronze et en bois : Musique , Pensées, portraits de Fuzouli, Khagani, Dede Gorgud, Djavad Khan et Richard Sorge.
Toutes les œuvres du maître n'ont pas survécu jusqu'à nos jours pour une raison ou une autre, c'est pourquoi la Fille à la coupe, une statue monumentale en aluminium qui se dressait à l'entrée de Gandja, disparaît sans laisser de trace au début des années 1990, et les monuments à Lénine et à Gatyr Mammad sont démantelés pour des raisons idéologiques.